# Bleiswijk
Bleiswijk là một thị xã và khu đô thị cũ ở phía tây Hà Lan, ở tỉnh Zuid-Holland. Đô thị này có dân số 10.222 vào năm 2006, và diện tích 21,96 km ² (8,48 mile ²) trong đó có 0,83 km ² (0,32 mile ²) là mặt nước. Ngày 1 tháng 1 năm 2007, thị trấn được sáp nhập với các thị trấn lân cận Bergschenhoek và Berkel en Rodenrijs để hình thành khu đô thị mới Lansingerland.